# Фиренцуола (Терни)
Фиренцуола (итал. Firenzuola) је насеље у Италији у округу Терни, региону Умбрија.
Према процени из 2011. у насељу је живело 94 становника. Насеље се налази на надморској висини од 493 м.